# خسرو احتشامی
خسرو احتشامی هونگانی اصفهانی در روز ۱۵ اسفند ۱۳۲۵ در روستای «هونِگان» (یا هونه جان) از توابع سمیرم سُفلی متولّد شد. خانواده‌اش از خوانین طایفه کشکولی کوچک، از ایل قشقائی بودند. او پس از گذراندن دوره خدمت سربازی در سال ۱۳۵۰ به قصد تحصیل به هندوستان رفت و در پوناکالج واقع در شهر پونا به تحصیل مشغول شد. در سال ۱۳۵۳ به ایران بازگشت و همان سال ازدواج کرد. سپس تحصیلات خود را در دانشگاه اصفهان ادامه داد و در شهریور ۱۳۵۶ در رشته تاریخ فارغ‌التحصیل شد. احتشامی از ۱۷ سالگی با شعر انس گرفت و از سال ۱۳۴۵ برای خواندن شعرهای خود در انجمن‌های ادبی اصفهان شرکت می‌کرد. در سال ۱۳۴۶ نخستین سروده او در مجله «روشنفکر» تهران به چاپ رسید و از همان ایام با برخی از نشریات تهران مانند «سپید و سیاه» همکاری خود را آغاز کرد.

## نامگذاری خیابان
در ۲۷ آبان ۹۹ خیابان شقایق در محدوده خیابان کلاهدوز واقع در منطقه ۳ شهرداری تهران بنام خسرو احتشامی تغییر نام یافت.

### تألیفات
این کتاب‌ها از تالیفات و سروده‌های اوست:
1. «از مضراب تا محراب» (چاپ ۱۳۷۰ش)
2. «افسانه اصفهانی آبی» (چاپ ۱۳۷۷ش)
3. «امشب صدای تیشه» (چاپ ۱۳۷۳ش)
4. «باغ‌های چوبی» (چاپ ۱۳۷۷ش)
5. «در کوچه باغ زلف» (چاپ ۱۳۶۸ش)
6. «تغزّل در قشقائی»
7. «بانوی هزار پیراهن ادب فارسی»
8. «شب شرقی شعر».

## آثار
برخی از نوشته‌های او در زمینه نقد و بررسی شعرهای صائب، نظامی و خواجوی کرمانی و همچنین شناخت و بررسی هنرهای اسلامی ـ ایرانی است. احتشامی مقالات فراوانی نیز در زمینه‌های مختلف ادبی در نشریات «بنیاد»، «آینده»، «هستی»، «کلک»، «بخارا»، «گلچرخ» و «فصلنامه اصفهان» منتشر کرده‌است. از آثار این شاعر و پژوهشگر می‌توان به «در کوچه باغ زلف»، «اصفهان در شعر صائب»، «امشب صدای تیشه»، «باغ‌های چوبی»، «جمال‌شناسی پنجره‌های ایرانی» و … اشاره کرد.
این شعر از اوست:
دمیده آتش آزادگی ز پیرهنم ••••• در این چمن چو شقایق چراغ خویشتنم
ستاره نوش ز سرچشمه شبم چون صبح ••••• شگفت نیست که خورشید ریزد از دهنم
خراب خاکی‌ام اما نهفته دولت دوست ••••• بلور باور اندیشه در حصار تنم
گذشته یک سحر از کوچه باغ خاطر ما ••••• هنوز خنده گل می‌تراود از سخنم
رها نمی‌کندم لحظه‌ای به تنهائی ••••• به هر کجا که روم می‌زند صدا که منم
اگر چه آینه‌ای شیشه جان ترم از اشک ••••• ز سنگ حادثه حاسدان نمی‌شکنم
منم پرنده تصویر نقشبند خیال ••••• که طاق غرفه رنگین کمان بود وطنم
چو آشیانه من قلّه قبول شماست ••••• سزد که غنچه نشینم مدام و پر نزنم
کجاست حافظ شیراز تا به خلوت راز ••••• به روز واقعه بندد پیاله در کفنم